# 금수방화
《금수방화》(锦绣芳华)는 2025년 방송되었던 중국의 드라마이다.

## 줄거리
- 국색방화 두 번째 이야기 당나라 시대 이혼 후 사업가가 된 여성 하유방과 그녀를 돕는 화조사 장장양은 가짜 혼례를 올리고 가짜 부부가 되는데

## 등장 인물
- 양쯔 - 하유방 역
- 리셴 - 장장양 역
- 웨이저밍 - 류창 역
- 장아흠 (张雅钦) - 이유정 역
- 도송암 - 영왕 역
- 관악 (Glolia) - 주복 역
- 쉬링웨 - 소설계 역
- 심몽진 (萧雪溪) - 황보영가 역
- 동몽실 (Thomas) - 이행 역
- 양곤 (杨昆) - 손대랑 역